# Pelias
 For alternative betydninger, se Pelias (mytologi). (Se også artikler, som begynder med Pelias (mytologi))
 Ikke at forveksle med Pelia.
Pelias (oldgræsk: Πελίας, Pelias) var konge i Iolkos ifølge græsk mytologi. Det var ham, der sendte Jason på jagt efter Det Gyldne Skind.

## Familie
Pelias var søn af Tyro og Poseidon . Man opregner enten Anaxibia, datter af Bias, eller Phylomache, datter af Amphion, som hans kone. Han blev far til Acastus, Pisidice, Alcestis, Pelopia, Hippothoe,  Amphinome, Evadne,  Asteropeia, Antinoe  og Medusa .  Døtrene kaldes undertiden Peliaderne efter deres far.

## Mytologi

### De første år
Tyro var gift med kong Kreteus af Iolkos, som hun havde de tre sønner Aeson, Pheres og Amythaon, med, men hun elskede Enipeus, en flodgud. Hun gjorde tilnærmelser til Enipeus, som afviste hende. Fyldt med lyst efter Tyro forklædte Poseidon sig en dag som Enipeus og lå  med hende; af deres forening kom tvillingesønnerne, Pelias og Neleus.
Tyro efterlod sine sønner til døden på et bjerg, men i én historie blev de fundet af en hyrde, som tog dem til sig som sine egne, eller de blev passet af en tjenestepige. Da de var blevet voksne fandt Pelias og Neleus Tyro og dræbte hendes stedmor Sidero for hendes grimme behandling af moderen (Sidero gemte sig i et tempel indviet til Hera, men Pelias dræbte hende alligevel, hvilket tændte Heras udødelige had til Pelias).
Pelias var grådig, og ville være enehersker over Thessalien. Derfor forviste han Neleus og Pheres og spærrede Aeson inde i Iolkos' fangekælder (i nærheden af det nuværende Volos). Under sin indespærring giftede Aeson sig og fik flere børn, mest berømt er Jason. Aeson sendte Jason væk fra Iolkos af skræk for, at Pelias ville myrde den potentielle tronarving.
Jason blev sendt i pleje hos kentauren Cheiron på skråningerne af Pelionbjerget for at få en uddannelse, og Pelias, som frygtede at blive væltet af tronen, blev advaret af et orakel om tage sig i agt for en mand med kun en sandal. 

### Jagten på Det Gyldne Skind
Mange år senere stod Pelias for en ofringsceremoni ved havet til Poseidons ære. Jason, som var en blandt mange andre, der blev indkaldt for at deltage i ofringen, tabte den ene sandal i den oversvømmede flod Anavros, mens han hastede afsted til Iolkos. I Virgils Æneide and Hyginus' Fabulae (13) forklædte Hera/Juno sig som en gammel kvinde, som Jason hjalp over floden, da han mistede sin sandal.
Da Jason ankom til Iolkos, blev han meldt som en mand med kun en sandal. Den ængstelige Pelias spurgte Jason, hvad han ville gøre, hvis han mødte den mand, som ville blive hans undergang. Jason svarede, at han ville sende manden på jagt efter Det Gyldne Skind. Pelias tog imod Jasons råd og sendte ham afsted for at hente Det Gyldne Skind. Det befandt sig i Kolchis, i en lund, indviet til Ares, krigsguden.  På trods af at Det Gyldne Skind simpelthen hang på et egetræ, var det tilsyneladende en umulig opgave, da en aldrig sovende drage bevogtede det. 
Jason startede med at befale skibsbyggeren Argus at bygge et skib stort nok til at kunne rumme en besætning på 50 mand, som han endte med at kalde Argo. Heltebesætningen blev kendt som Argonauterne. Da de var ankommet, udbad Jason sig Det Gyldne Skind fra kong Aietes af Kolchis. Aietes forlangte, at Jason først skulle spænde et par ildpustende tyre for ploven og så dragetænder i jorden. Medea, datter af Aietes, forelskede sig i Jason og brugte sine magiske evner til at bistå ham med at færdiggøre den vanskelige opgave. Ved magi fik hun dragen til at falde i søvn, hvilket gjorde det muligt for Jason at snuppe Det Gyldne Skind fra egetræet. Jason, Medea og argonauterne flygtede fra Kolchis og begyndte deres hjemrejse til Thessalien sammen med Medeas bror Absyrtus. 

### Pelias' død
Under Jasons fravær troede Pelias, at Argo var sunket, hvilket var, hvad han fortalte Aeson og Promachus, der begik selvmord ved at drikke gift. Det vides ikke med bestemthed, om de begge blev myrdet af Pelias' hånd.
Selv da Jason og Medea vendte tilbage, nægtede Pelias til stadighed at opgive tronen. Medea narrede Pelias' egne døtre (Peliaderne) til at begå fadermord. Hun fortalte dem, at hun kunne forvandle en gammel vædder om til en ung vædder ved at partere og koge den gamle vædder. Ved en demonstration sprang en levende ung vædder op af gryden. Begejstret parterede pigerne deres far og smed ham i en gryde i forventning om, at en forynget Pelias ville genopstå. Selvfølgelig overlevede han ikke.
Fordi han nu var indblandet i en frygtelig forbrydelse, blev Jason stadig ikke konge. Pelias' søn Acastus forviste senere Jason og Medea til Korinth og generobrede således riget.
I en alternativ version skærer Medea halsen over på Jasons far Aeson, som hun rent faktisk genopliver som en meget yngre mand; dernæst skærer Pelias' døtre halsen over på deres far, efter at Medea har lovet at gøre det samme for ham, og hun bryder blot sit ord og efterlader ham død.